# Giro de Lombardía 1991
El Giro de Lombardía 1991, la 85.ª edición de esta clásica ciclista, se disputó el 19 de octubre de 1991, con un recorrido de 242 km con principio y final en Monza. El irlandés Sean Kelly consiguió imponerse en la línea de llegada. Esta fue el tercer título que consiguió Kelly en esta clásica. El francés Martial Gayant y el italiano Franco Ballerini acabaron segundo y tercero respectivamente.

## Clasificación final
| Posición | Ciclista         | Equipo                    | Tiempo     |
| -------- | ---------------- | ------------------------- | ---------- |
| 1        | Sean Kelly       | PDM-Concorde              | 6h 10' 38" |
| 2        | Martial Gayant   | Toshiba                   | m. t.      |
| 3        | Franco Ballerini | Del Tongo-Rex             | + 35"      |
| 4        | Bruno Cornillet  | Z-Peugeot                 | m. t.      |
| 5        | Rolf Sørensen    | Ariostea                  | + 2' 09"   |
| 6        | Alberto Volpi    | Chateau d'Ax-Gatorade     | m. t.      |
| 7        | Dante Rezze      | RMO                       | m. t.      |
| 8        | Laurent Jalabert | Toshiba                   | + 2' 19"   |
| 9        | Sammie Moreels   | Lotto-Super Club          | m. t.      |
| 10       | Marco Vitali     | Jolly Componibili-Club 88 | m. t.      |